# 欧尔道切希
欧尔道切希，是匈牙利绍莫吉州所辖的一个村。总面积22.56平方公里，总人口779，人口密度34.5人/平方公里（2011年1月1日）。